# Julius Klaus (Rassenhygieniker)
Julius Klaus (* 1849; † 1920) war ein Schweizer Ingenieur, Industrieller und Rassenhygieniker.

## Leben
Julius Klaus war ein Maschineningenieur aus Uster.

## Rassenhygienische Stiftung an der Universität Zürich
Julius Klaus vererbte fast sein gesamtes Vermögen dem Zweck der «Rassenhygiene». Er veranlasste die Gründung einer Stiftung, an deren Entstehung sein Hausarzt Adolf Barth sowie der Anthropologe Otto Schlaginhaufen und der Botaniker Alfred Ernst mitwirkten. 1921 wurde die Julius-Klaus-Stiftung für Vererbungsforschung, Sozialanthropologie und Rassenhygiene (heute Julius-Klaus-Stiftung für Genetik und Sozialanthropologie) mit dem Ziel, „praktische Reformen zur Verbesserung der weissen Rasse“ vorzubereiten und durchzuführen. Die Stiftung popularisierte rassenhygienisches Gedankengut und finanzierte Forschungsprojekte am Anthropologischen Institut der Universität Zürich. Die Fördergelder trugen dazu bei, dass die Zürcher Anthropologie „ein Pionierinstitut im deutschsprachigen Wissenschaftsraum“ wurde. Klaus bestimmte Schlaginhaufen zum Präsidenten des Kuratoriums auf Lebenszeit.
Die Zeitschrift Archiv der Julius Klaus-Stiftung für Vererbungsforschung, Sozialanthropologie und Rassenhygiene erschien von 1925 bis 1969 und wurde von 1971 bis zur Einstellung 1979 vom Archiv für Genetik fortgesetzt.
Heute sind „Fachleute aus unterschiedlichen Disziplinen […] damit beschäftigt, Klarheit in dieses bedrückende Kapitel Wissenschaftsgeschichte zu bringen.“ Die Depotbibliothek der Stiftung befindet sich heute in der Zentralbibliothek Zürich.

### Zeitgenössisches
- Otto Schlaginhaufen: Julius Klaus (1849–1920). Mit Bildnis. In: Archiv der Julius Klaus-Stiftung. Bd. 1 (1925), H. 1, S. 3–7.
- Otto Schlaginhaufen: Julius Klaus und die Julius Klaus-Stiftung für Vererbungsforschung, Sozialanthropologie und Rassenhygiene in Zürich. In: Archiv der Julius Klaus-Stiftung. Bd. 17 (1942), Heft 3/4, S. 462–464.

### Weiterführendes
- Pascal Germann: Laboratorien der Vererbung: Rassenforschung und Humangenetik in der Schweiz, 1900–1970. Göttingen 2016.
- Christian Grimm: Netzwerke der Forschung. Die historische Eugenikbewegung und die moderne Humangenomik im Vergleich. Logos, Berlin 2011, ISBN 978-3-8325-3049-5.
- Stefan Kühl: Die Internationale der Rassisten. Aufstieg und Niedergang der internationalen eugenischen Bewegung im 20. Jahrhundert. Campus, Frankfurt am Main 2014, ISBN 978-3-593-39986-7.